# Viceroy

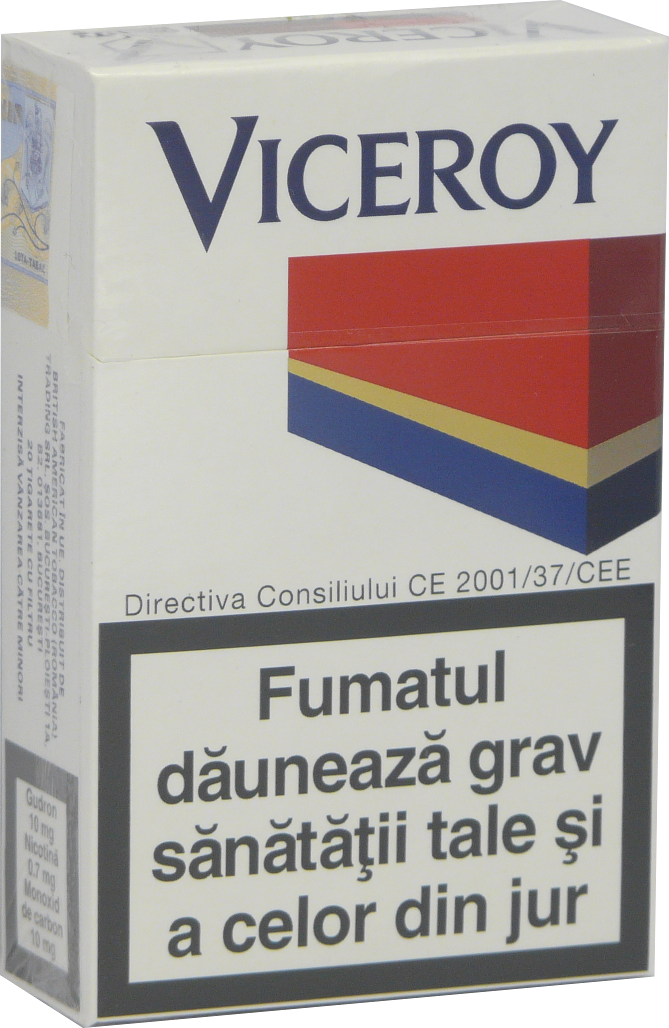
Un pacchetto di sigarette Viceroy con il nuovo packaging venduto in Romania.

Viceroy è un marchio di sigarette a basso costo di proprietà della British American Tobacco (BAT), azienda con base a Londra che risulta essere la terza più grande produttrice mondiale di sigarette. Le Viceroy furono per la prima volta prodotte nel 1936 dalla Brown & Williamson (B&W), un'azienda americana acquistata dalla BAT nel 1927, e sono state le prime sigarette con il filtro in sughero.

## Origini e storia

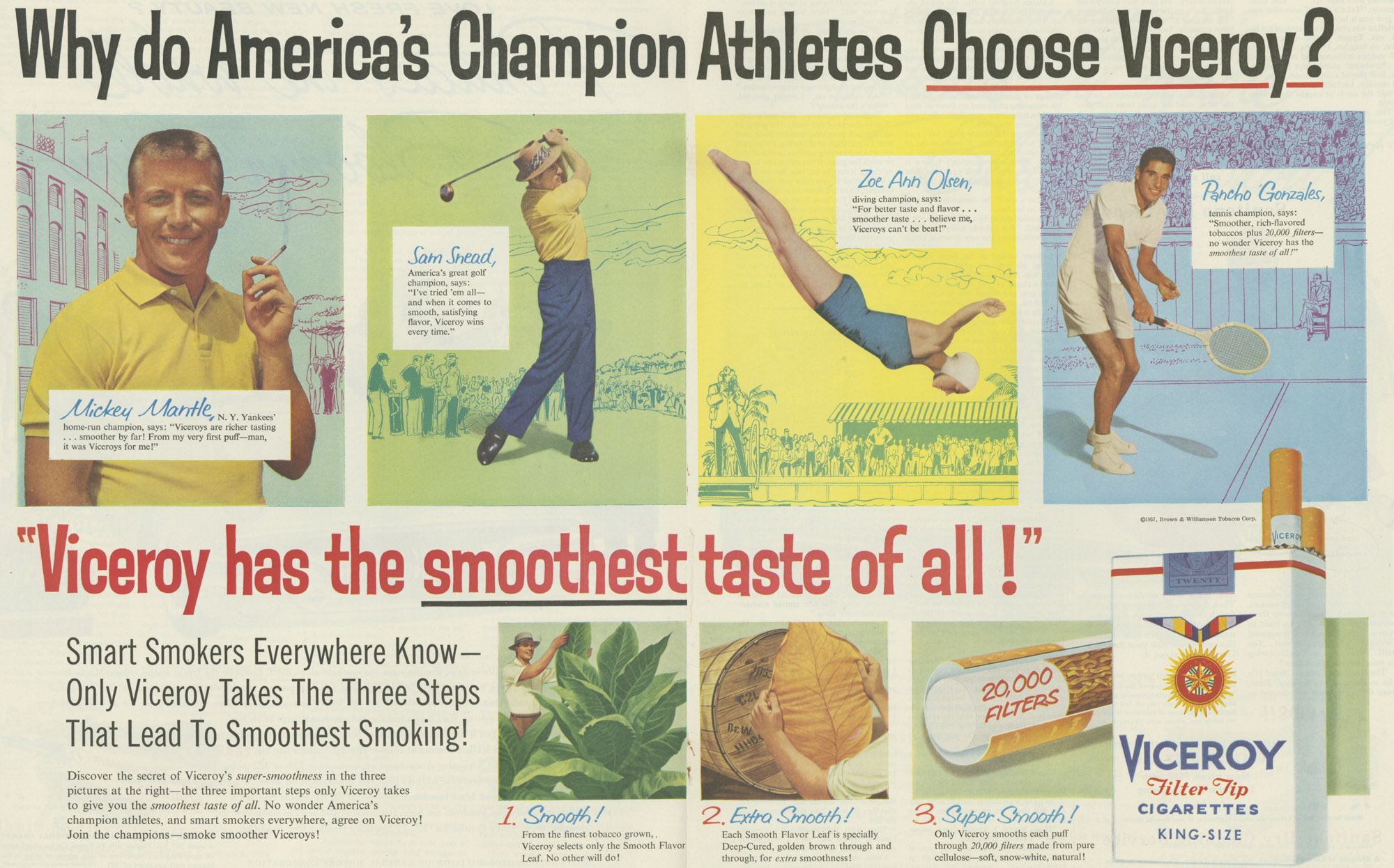
Una pubblicità delle Viceroy del 1957.

Come detto, le Viceroy sono state create negli Stati Uniti d'America nel 1936 dalla B&W come prima sigarette al mondo con un filtro in sughero, il che avrebbe dovuto garantire un minor passaggio di sostanze nocive nei polmoni del fumatore. Il nuovo marchio fu immesso sul mercato ad un prezzo medio per l'epoca, un pacchetto di Viceroy costava infatti quanto uno di Raleigh (marchio sempre della B&W), ma più di un pacchetto di Wings, presentate sul mercato dalla B&W nel 1929. Nel 1952, con un'altra innovazione inerente al filtro delle Viceroy, ossia la sua realizzazione in acetato di cellulosa, la B&W stabilì un nuovo standard per l'industria.
Tra i tipi più importanti, nel 1953 furono lanciate sul mercato le Viceroy Filter Kings, nel 1990 le Viceroy Box e le Lights Box Kings, nel 1992 le Viceroy Ultra Lights Kings e le Ultra Lights 100's e nel 2000 le Viceroy Menthol.
Negli anni settanta, il marchio Viceroy fu utilizzato come parte di un test di marketing della B&W atto a verificare se fosse possibile incoraggiare i bambini a diventare fumatori. L'esperimento non fu però mai portato a termine poiché fu chiuso anticipatamente dopo che la Federal Trade Commission ne venne a conoscenza durante un'indagine effettuata sulle modalità di pubblicità utilizzate dalle compagnie del tabacco.
Il marchio Viceroy fu coinvolto in una controversia all'inizio del 1994 quando il commissario della Food and Drug Administration, David Aaron Kessler, rivelò che la B&W stava coltivando, in piantagioni sudamericane, piante di tabacco geneticamente modificate; in particolare, le piante erano state modificate in modo tale che il loro contenuto di nicotina raggiungesse valori più alti. Dalle analisi condotte risultò che le Viceroy King Size e le Viceroy Lights King Size prodotte nel 1993 erano due dei marchi della B&W che contenevano "approssimativamente il 10% di questo tabacco ad alto contenuto di nicotina geneticamente sviluppato e chiamato Y-1".
Ulteriori controversie da affrontare si presentarono nel 1995 quando l'ex vice presidente della B&W, Jeffrey Wigand, un chimico ricercatore, rivelò che l'azienda aggiungeva diversi additivi chimici al fine di aumentare la dipendenza dalla nicotina dei fumatori alle sue sigarette di marca Kool, Capri e Viceroy.
Nel corso degli anni novanta i pacchetti di tutti i tipi di sigarette Viceroy hanno subito un restyling adottando uno stile più contemporaneo senza però modificare il logo del marchio.

## Il marchio oggi
Il 30 luglio 2004, fu creata la compagnia Reynolds American Inc. come joint venture fra la filiale americana della BAT e la R.J. Reynolds Tobacco Company e il marchio Viceroy fu quindi portato sotto il suo ombrello come parte della B&W posta a sua volta al di sotto della R.J.R. Tobacco.
A seguito di questa fusione, il marchio Viceroy fu eliminato dal mercato statunitense e si decise di mantenerne la vendita solo nei paesi in cui la domanda era particolarmente forte, come Russia, Polonia, Repubblica Ceca, Argentina, Romania, Turchia, Cile e tutto il Medio Oriente.
I tipi qui venduti includono:
- Viceroy White
- Viceroy Grey
- Viceroy Blue
- Viceroy Blue 23
- Viceroy Blue 100's
- Viceroy Green
- Viceroy Red
- Viceroy Red 23
- Viceroy Red 100's
- Viceroy Red 40's
- Viceroy Azul
- Viceroy Menthol
- Viceroy Switch

Sia le Viceroy Red che le Viceroy Blue sono vendute anche in Canada come prodotti a basso costo.

## Curiosità
Il musicista canadese Mac DeMarco ha inciso una canzone dedicata al marchio Viceroy intitolata Ode to Viceroy, contenuta nel suo album 2.